# Campo volcánico de San Juan

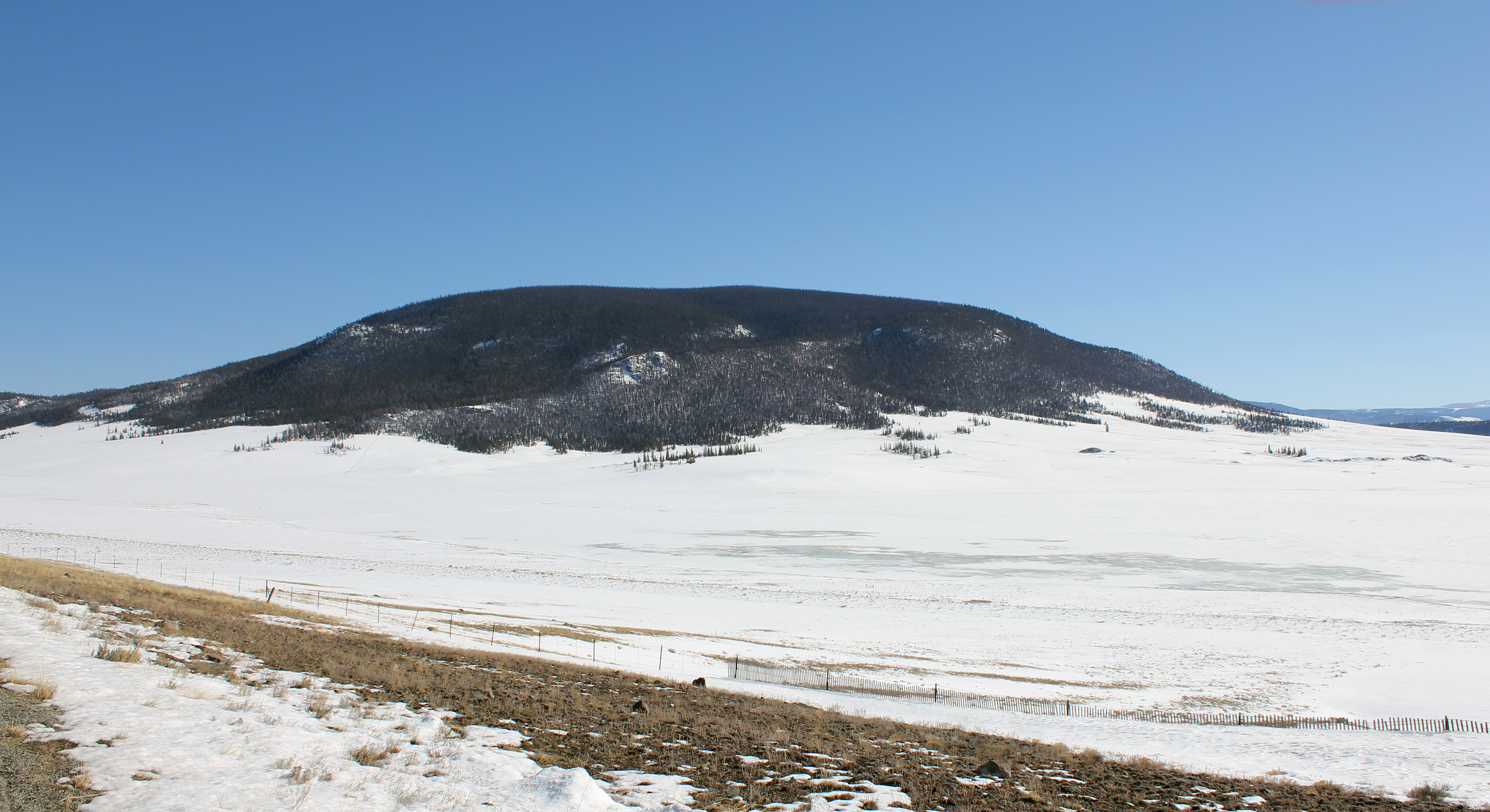
Vista del domo de Cochetopa

El campo volcánico de San Juan (en inglés: San Juan volcanic field) en el suroeste de Colorado, al oeste de Estados Unidos contiene dos fases de vulcanismo.
El vulcanismo temprano, es de la etapa del Oligoceno, y se compone de lavas compuestas principalmente de intermedios y brechas. Unas tobas de flujo de cenizas también constituyen esta fase del vulcanismo. Probablemente estaba relacionado con la subducción a lo largo del margen occidental de América del Norte. El vulcanismo más tardío es de la era del Mioceno-Plioceno, y es basáltico en su composición. 